# ФК «Черноморец» Одесса в сезоне 2016/2017
Сезон 2016—2017 годов стал для ФК «Черноморец» Одесса 26-м в чемпионатах и розыгрышах кубка Украины, а также 79-м со дня основания футбольного клуба. Это 22-й сезон команды в высшем дивизионе чемпионата Украины и 8-й в Премьер-лиге Украины.

## Клуб

### Тренерский штаб
|                                    | \| Должность \| Имя \| \| ------------------------------------ \| -------------------- \| \| Главный тренер (и. о.) \| Александр Бабич \| \| Тренер \| Андрей Телесненко \| \| Тренер \| Валерий Поркуян \| \| Тренер \| Александр Грановский \| \| Тренер вратарей \| Александр Лавренцов \| \| Старший тренер команд U-21[5] и U-19 \| Геннадий Нижегородов \| \| Тренер команды U-19 \| Александр Спицын \| \| Тренер команды U-21 \| Сергей Матюхин \| \| Тренер вратарей команд U-21 и U-19 \| Андрей Глущенко \| \| Тренер команды U-19 \| Сергей Цымбаларь \| |
| Должность                          | Имя |
| Главный тренер (и. о.)             | Александр Бабич |
| Тренер                             | Андрей Телесненко |
| Тренер                             | Валерий Поркуян |
| Тренер                             | Александр Грановский |
| Тренер вратарей                    | Александр Лавренцов |
| Старший тренер команд U-21 и U-19  | Геннадий Нижегородов |
| Тренер команды U-19                | Александр Спицын |
| Тренер команды U-21                | Сергей Матюхин |
| Тренер вратарей команд U-21 и U-19 | Андрей Глущенко |
| Тренер команды U-19                | Сергей Цымбаларь |

### Экипировка и спонсоры
22 июля 2016 года стало известно, что одесская команда продлила на год сотрудничество с телевизионным каналом «2+2», который вновь получил право на трансляцию домашних матчей команды «моряков» в чемпионате и Кубке Украины.
| Период       | Технический спонсор | Титульный спонсор |
| ------------ | ------------------- | ----------------- |
| с 01/01/2016 | Legea               | ТВ канал «2+2»    |

## Изменения в составе[7]
29 июля 2016 года одесская «Жемчужина» сообщила об аренде нападающего «Черноморца» Петра Переверзы. Однако уже 21 августа 2016 года было объявлено, что игрок вернулся в состав одесской команды.
В сентябре 2016 года хавбек Шериф Иса стал первым нигерийским «легионером» в истории «Черноморца».

### Пришли в клуб
| Дата                                    | Позиция      | Имя                    | Прежний клуб                                     | Сумма           | Контракт        |
| --------------------------------------- | ------------ | ---------------------- | ------------------------------------------------ | --------------- | --------------- |
| Летнее трансферное окно (2016 г.)       |              |                        |                                                  |                 |                 |
| 15 июня 2016                            | полузащитник | Навид Насими           | «Горняк-Спорт» (Комсомольск) → возврат из аренды | не разглашается | постоянный      |
| 15 июля 2016                            | полузащитник | Александр Андриевский  | «Динамо» (Киев)                                  | не разглашается | → взят в аренду |
| 19 июля 2016                            | защитник     | Сергей Люлька          | «Слован» (Либерец)                               | не разглашается | постоянный      |
| 2 сентября 2016                         | полузащитник | Шериф Иса              | «Олимпик» (Донецк)                               | не разглашается | постоянный      |
| 2 сентября 2016                         | вратарь      | Даниил Каневцев        | «Металлист» (Харьков)                            | не разглашается | постоянный      |
| 13 сентября 2016                        | полузащитник | Максим Третьяков       | «Металлист» (Харьков)                            | не разглашается | постоянный      |
| Зимнее трансферное окно (2016/2017 гг.) |              |                        |                                                  |                 |                 |
| 12 декабря 2016                         | защитник     | Александр Каплиенко    | «Аланьяспор» (Аланья)                            | не разглашается | постоянный      |
| 10 февраля 2017                         | нападающий   | Жорже Элиас Дос Сантос | «Капфенберг»                                     | не разглашается | → взят в аренду |
| 21 февраля 2017                         | вратарь      | Сергей Смородин        | «Нефтчи» (Фергана)                               | не разглашается | постоянный      |
| 21 февраля 2017                         | защитник     | Ризван Аблитаров       | «Оболонь-Бровар» (Киев)                          | не разглашается | постоянный      |
| 21 февраля 2017                         | полузащитник | Артур Карноза          | «Карпаты» (Львов)                                | не разглашается | постоянный      |
| 21 февраля 2017                         | полузащитник | Александр Машнин       | «Реал Фарма» (Одесса)                            | не разглашается | постоянный      |
| Другие сроки                            |              |                        |                                                  |                 |                 |
| 30 апреля 2017                          | нападающий   | Евгений Мурашов        | «Гурия» (Ланчхути) → возврат из аренды           | не разглашается | постоянный      |

### Ушли из клуба
| Дата                                    | Позиция      | Имя                          | Новый клуб         | Сумма           | Контракт           |
| --------------------------------------- | ------------ | ---------------------------- | ------------------ | --------------- | ------------------ |
| Летнее трансферное окно (2016 г.)       |              |                              |                    |                 |                    |
| 15 июня 2016                            | нападающий   | Евгений Стариков             |                    |                 | своб. агент        |
| 15 июня 2016                            | защитник     | Артур Кузнецов               |                    |                 | своб. агент        |
| 15 июня 2016                            | защитник     | Андрей Слинкин               | «Дачия» (Кишинёв)  | не разглашается | постоянный         |
| 19 июля 2016                            | нападающий   | Вадим Яворский               | «Верес» (Ровно)    |                 | → аренда           |
| 19 августа 2016                         | полузащитник | Навид Насими                 | «Арсенал-Киев»     |                 | → аренда           |
| Другие сроки                            |              |                              |                    |                 |                    |
| 2 сентября 2016                         | нападающий   | Евгений Мурашов              | «Гурия» (Ланчхути) |                 | → аренда           |
| Зимнее трансферное окно (2016/2017 гг.) |              |                              |                    |                 |                    |
| 12 декабря 2016                         | полузащитник | Валерий Куценко              |                    |                 | своб. агент        |
| 13 декабря 2016                         | полузащитник | Матеус Мендес Феррейра Пирес |                    |                 | своб. агент        |
| 15 декабря 2016                         | полузащитник | Шериф Иса                    |                    |                 | своб. агент        |
| 2 января 2017                           | вратарь      | Евгений Боровик              | «Карпаты» (Львов)  |                 | своб. агент        |
| 2 января 2017                           | полузащитник | Артём Филимонов              | «Карпаты» (Львов)  |                 | своб. агент        |
| 4 января 2017                           | полузащитник | Владислав Калитвинцев        | «Динамо» (Киев)    |                 | окончание аренды → |
| 3 марта 2017                            | защитник     | Сергей Петько                | «Верес» (Ровно)    |                 | → аренда           |

## Хронология сезона
- 23 июля 2016 г. В матче 1-го тура чемпионата Украины «Черноморец» уступил в Полтаве со счётом 0:1 местной «Ворскле»[25].
- 30 июля 2016 г. В Одессе, в матче 2-го тура чемпионата Украины «моряки» проиграли донецкому «Шахтёру» с крупным счётом 1:4[26]. Это было первое крупное поражение «моряков» на своём поле в текущем чемпионате.
- 7 августа 2016 г. В матче 3-го тура чемпионата Украины «Черноморец» проиграл в Запорожье[27] луганской «Заре» со счётом 0:4[28]. Это было первое крупное поражение одесской команды на чужом поле в текущем чемпионате.
- 14 августа 2016 г. В матче 4-го тура чемпионата Украины «моряки» обыграли в Одессе донецкий «Олимпик» с крупным счётом 3:0[29]. В матче, который стал первой (домашней) победой в сезоне/чемпионате Украины, своим первым голевым дублем в карьере отметился защитник «Черноморца» Евгений Мартыненко.
- 17 августа 2016 г. ФК «Черноморец» (Одесса) получил официальное уведомление о принятии в число членов Ассоциации европейских клубов (ЕСА)[30].
- 21 августа 2016 г. В 5-м туре первенства Украины «моряки» обыграли в Кропивницком местную «Звезду» со счётом 1:0[31]. Это была первая выездная победа одесской команды в сезоне.
- 27 августа 2016 г. В матче 6-го тура чемпионата Украины «Черноморец» обыграл в Луцке местную «Волынь» со счётом 1:0, продлив свою выигрышную серию до трёх игр[32].
- 11 сентября 2016 г. В Одессе, в матче 7-го тура чемпионата Украины «моряки» обыграли ФК «Александрия» со счётом 1:0[33]. Это была четвёртая победа подряд «Черноморца» в чемпионате.
- 17 сентября 2016 г. Матч 8-го тура первенства Украины «Черноморец» играл во Львове с местными «Карпатами». Игра завершилась нулевой ничьей (0:0), которая стала первой для одесской команды в официальных матчах сезона 2016/17[34].
- 21 сентября 2016 г. «Моряки» неудачно выступили в 26-м розыгрыше кубка Украины по футболу. Проиграв в Ахтырке местной команде «Нефтяник-Укрнефть» со счётом 0:2 «Черноморец» выбыл из турнира[35]. Одесская команда выставилa на игру неоптимальный состав, дав резервистам шанс проявить себя[36].
- 25 сентября 2016 г. В матче 9-го тура чемпионата Украины «Черноморец» сыграл в Одессе вничью (0:0) с командой «Днепр»[37], и довёл свою «сухую» серию до шести матчей подряд[38].
- 1 октября 2016 г. В Днепре[39], в матче 10-го тура первенства Украины «моряки» обыграли «Сталь» из Каменского со счётом 2:1, и продлили свою беспроигрышную серию до семи матчей подряд[40].
- 15 октября 2016 г. В матче 11-го тура чемпионата Украины «Черноморец» принимал в Одессе действующего чемпиона страны — киевское «Динамо». Завершив игру вничью (1:1) «моряки» довели свою беспроигрышную серию до восьми матчей подряд[41].
- 23 октября 2016 г. Матчем в Одессе против полтавской «Ворсклы» «Черноморец» начал 2-й круг чемпионата Украины. В игре 12-го тура первенства страны «моряки» уступили гостям со счётом 1:2[42].
- 29 октября 2016 г. В матче 13-го тура чемпионата Украины «Черноморец» проиграл во Львове[43] донецкому «Шахтёру» со счётом 0:2[44]
- 6 ноября 2016 г. В Одессе, в матче 14-го тура национального первенства «моряки» сыграли вничью (0:0) с командой «Заря» (Луганск)[45].
- 19 ноября 2016 г. В матче 15-го тура чемпионата Украины «Черноморец» уступил в Сумах[46] донецкому «Олимпику» со счётом 0:1[47].
- 26 ноября 2016 г. В Одессе, в матче 16-го тура национального первенства «моряки» прервали свою пятиматчевую безвыигрышную серию. Проигрывая по ходу игры одесская команда смогла обыграть «Звезду» из Кропивницкого со счётом 2:1[48]. Победный гол в матче забил Александр Андриевский, открывший счёт своим голам в составе «моряков».
- 3 декабря 2016 г. В матче 17-го тура чемпионата Украины «моряки» сыграли в Одессе вничью (0:0) с командой «Волынь» (Луцк)[49].
- 11 декабря 2016 г. «Черноморец» завершил 2016-й год матчем 18-го тура чемпионата Украины в Александрии против одноимённого клуба, уступив хозяевам поля со счётом 1:2[50].
- 25 февраля 2017 г. После ухода из команды Артёма Филимонова состоялись выборы нового капитана. Им единогласно стал Сергей Люлька, вице-капитанами — Владислав Кабаев и Евгений Мартыненко. Александр Бабич, исполнявший обязанности главного тренера первой команды с 16 декабря 2014 года, был официально назначен на эту должность[51].
- 26 февраля 2017 г. Первый официальный матч 2017 года принёс «морякам» победу. В игре 19-го тура чемпионата Украины «Черноморец» обыграл в Одессе львовские «Карпаты» со счётом 1:0[52].
- 4 марта 2017 г. В матче 20-го тура национального первенства «Черноморец» сыграл вничью (1:1) в выездном матче с командой «Днепр»[53]. Согласно решению КДК ФФУ от 8 декабря 2016 года, матч состоялся без зрителей[54].
- 11 марта 2017 г. «Моряки» минимально уступили (0:1) в Одессе клубу «Сталь» (Каменское) в матче 21-го тура чемпионата Украины[55].
- 17 марта 2017 г. «Черноморец» завершил первый этап чемпионата страны матчем 22-го тура в Киеве, проиграв местному «Динамо» со счётом 1:2[56]. По итогам первого этапа чемпионата одесская команда вошла в первую шестёрку, которая на втором этапе продолжит борьбу за медали первенства, и за право представлять Украину в еврокубках сезона 2017/18.
- 1 апреля 2017 г. «Моряки» начали второй этап первенства Украины матчем против донецкого «Олимпика». Игра 23-го тура чемпионата проходила в Одессе и закончилась со счётом 0:0[57].
- 9 апреля 2017 г. В матче 24-го тура чемпионата Украины «Черноморец» играл в Харькове[58] с донецким «Шахтёром». Проигрывая по ходу игры одесская команда продемонстрировала волю к победе и нанесла лидеру первенства первое поражение в турнире[59]. Свой первый гол в составе «моряков» забил бразилец Элиас, принесший своей команде победу со счётом 2:1. Данный матч стал первым поражением «Шахтёра» в чемпионатах Украины под руководством Паулу Фонсека.
- 10 апреля 2017 г. По итогам голосования экспертного совета украинской футбольной премьер-лиги, нападающий «моряков» Жорже Элиас был выбран лучшим игроком 24-го тура чемпионата Украины среди команд премьер-лиги[60]. По итогам голосования всеукраинского объединения футбольных тренеров, главный тренер «Черноморца» Александр Бабич был выбран лучшим тренером 24-го тура чемпионата Украины среди команд премьер-лиги[61].
- 11 апреля 2017 г. Стало известно, что центральный защитник «Черноморца» Давид Хочолава в следующем сезоне будет игроком донецкого «Шахтёра»[62].
- 16 апреля 2017 г. Из-за плохого состояния газона на стадионе «Черноморец» свой домашний матч 25-го тура чемпионата Украины «моряки» проводили в Александрии[63]. «Черноморцу» удалось обыграть ФК «Александрия» со счётом 1:0[64].
- 23 апреля 2017 г. В матче 26-го тура чемпионата Украины «Черноморец» со счётом 2:1 обыграл в Запорожье[27] луганскую «Зарю»[65]. Своим первым голевым дублем в составе «моряков» отличился нападающий Дмитрий Коркишко, который бы признан лучшим игроком 26-го тура чемпионата Украины среди команд премьер-лиги[66]. Одержав третью победу подряд за пределами Одессы, «Черноморец» поднялся на 5-ю строчку в турнирной таблице национального первенства.
- 30 апреля 2017 г. Свою домашнюю игру 27-го тура первенства Украины «моряки» проводили в Киеве[67], где проиграли местному «Динамо» с крупным счётом 1:4[68].
- 6 мая 2017 г. В матче 28-го тура чемпионата Украины «Черноморец» в Киеве[69] минимально уступил донецкому «Олимпику» со счётом 0:1[70].
- 13 мая 2017 г. В Одессе, в матче 29-го тура национального первенства «моряки» проиграли с крупным счётом (0:3) новому чемпиону страны — донецкому «Шахтёру»[71].
- 21 мая 2017 г. В матче 30-го тура чемпионата Украины «Черноморец» в гостях сыграл вничью (1:1) с командой «Александрия»[72].
- 22 мая 2017 г. Стало известно, что нападающий «Черноморца» Владислав Кабаев в следующем сезоне будет игроком луганской «Зари»[73].
- 26 мая 2017 г. В игре 31-го тура национального первенства «моряки» в Одессе минимально (0:1) уступили луганской «Заре». Второй матч подряд одесская команда заканчивала вдесятером[74].
- 31 мая 2017 г. В матче заключительного 32-го тура чемпионата Украины «Черноморец» проиграл в Одессе[75] киевскому «Динамо» со счётом 1:2[76], и завершил национальное первенство на шестом месте.

## Чемпионат Украины

### Матчи[77]

#### Первый этап
1-й круг
| 23 июля 2016 г. / суббота 1-й тур | «Ворскла» (Полтава)      | 1:0 протокол (укр.) | «Черноморец» (Одесса)                       | Украина, Полтава                                                                            |
| 19:30 +21°C | · Хлёбас 18′ · Скляр 55' | отчёт видео         | · Куценко 63' · Хочолава 77' · Коркишко 88' | Стадион: «Ворскла» им. А. Бутовского Зрителей: 3 000 Судья: Сергей Бойко (Киевская область) |
| «Ворскла» (Полтава): Шуст, Симинин, Пердута, Скляр 63' (Заричнюк 63'), Кобахидзе, Ткачук, Хлёбас 86' (Коломоец 86'), Чеснаков , Голодюк 82' (Бартулович 82'), Дитятьев, Ребенок · Остались в запасе: Непогодов, Квасный, Сапай, Баранник · Главный тренер: Василий Сачко · «Черноморец» (Одесса): Боровик, Азацкий, Хочолава, Ковалец, Хобленко, Калитвинцев 74' (Коркишко 74'), Смирнов, Филимонов 62' (Куценко 62'), Татарков 46' (Кабаев 46'), Мартыненко, Люлька · Остались в запасе: Безрук, Андриевский, Петько, Барилко · Главный тренер: Александр Бабич (и.о.) |                          |                     |                                             |                                                                                             |

| 30 июля 2016 г. / суббота 2-й тур | «Черноморец» (Одесса)                              | 1:4 протокол (укр.) | «Шахтёр» (Донецк)                                                                       | Украина, Одесса                                                        |
| 19:30 +33°C | · Филимонов 60′ · Андриевский 87' · Хочолава 90+3' | отчёт видео         | · Селезнёв 32' · Селезнёв 51′ · Фред 59′ · Ракицкий 71' · Эдуардо 90′ · Коваленко 90+2′ | Стадион: «Черноморец» Зрителей: 13 144 Судья: Ярослав Козык (Мукачево) |
| «Черноморец» (Одесса): Боровик (капитан), Азацкий, Хочолава, Коркишко 65' (Ковалец 65'), Хобленко, Филимонов , Татарков 58' (Калитвинцев 58'), Куценко 65' (Андриевский 65'), Кабаев, Люлька, Петько · Остались в запасе: Безрук, Смирнов, Мартыненко, Барилко · Главный тренер: Александр Бабич (и.о.) · «Шахтёр» (Донецк): Пятов, Срна , Кучер, Ракицкий, Исмаили, Фред, Коваленко, Бернард 48' (Эдуардо 48'), Марлос, Дентиньо 89' (Малышев 89'), Селезнёв 62' (Нем 62') · Остались в запасе: Шевченко, Ордец, Бутко, Зубков · Главный тренер: Паулу Фонсека |                                                    |                     |                                                                                         |                                                                        |

| 7 августа 2016 г. / воскресенье 3-й тур | «Заря» (Луганск)                                                                      | 4:0 протокол (укр.) | «Черноморец» (Одесса)                                                                   | Украина, Запорожье                                                           |
| 19:30 +31°C | · Караваев 15′ · Петряк 22′ · Караваев 30′ · Чечер 48' · Сиваков 71' · Чайковский 73′ | отчёт видео         | · Филимонов 11' · Азацкий 34' · Хочолава 54' · Петько 79' · Кабаев 80' · Коркишко 90+2' | Стадион: «Славутич-Арена» Зрителей: 1 300 Судья: Александр Иванов (Макеевка) |
| «Заря» (Луганск): Шевченко, Сиваков, Чайковский 74' (Квасов 74'), Гордиенко 65' (Гречишкин 65'), Каменюка , Петряк, Паулиньо, Караваев, Любенович 54' (Липартия 54'), Чечер, Соболь · Остались в запасе: Чуваев, Сухоцкий, Рафаэль, Безбородько · Главный тренер: Юрий Вернидуб · «Черноморец» (Одесса): Боровик, Азацкий, Хочолава, Коркишко, Филимонов 59' (Андриевский 59'), Татарков, Куценко 67' (Данченко 67'), Кабаев, Люлька, Петько, Барилко 46' (Калитвинцев 46') · Остались в запасе: Безрук, Смирнов, Мартыненко, Силвио · Главный тренер: Александр Бабич (и.о.) |                                                                                       |                     |                                                                                         |                                                                              |

| 14 августа 2016 г. / воскресенье 4-й тур | «Черноморец» (Одесса)                                                                               | 3:0 протокол (укр.) | «Олимпик» (Донецк) | Украина, Одесса                                                  |
| 17:00 +25°C | · Мартыненко 17′ · Филимонов 32' · Мартыненко 36′ · Хобленко 37' · Мартыненко 90+1' · Барилко 90+3′ | отчёт видео         | · Петров 86'       | Стадион: «Черноморец» Зрителей: 5 200 Судья: Иван Бондарь (Киев) |
| «Черноморец» (Одесса): Боровик, Хочолава, Мартыненко, Люлька, Андриевский, Калитвинцев, Смирнов 77' (Ковалец 77'), Данченко, Филимонов 85' (Барилко 85'), Кабаев, Хобленко 67' (Коркишко 67') · Остались в запасе: Безрук, Азацкий, Татарков, Силвио · Главный тренер: Александр Бабич (и.о.) · «Олимпик» (Донецк): Махарадзе, Гошкодеря, Гришко , Немчанинов, Петров, Драченко 46' (Иллой-Айет 46'), Доронин, Матяж 64' (Хомутов 64'), Шестаков, Парцвания, Корнев 46' (Лысенко 46') · Остались в запасе: Котляров, Барановский, Олейник · Главный тренер: Роман Санжар | |                     |                    |                                                                  |

| 21 августа 2016 г. / воскресенье 5-й тур | «Звезда» (Кропивницкий)             | 0:1 протокол (укр.) | «Черноморец» (Одесса)                                                                          | Украина, Кропивницкий                                                    |
| 19:30 +27°C | · Кучеренко 42' (пен.) · Гавриш 81' | отчёт видео         | · Хочолава 3' · Хочолава 40′ · Филимонов 41' · Мартыненко 85' · Боровик 90+3' · Татарков 90+4' | Стадион: «Звезда» Зрителей: 4 619 Судья: Анатолий Жабченко (Хмельницкий) |
| «Звезда» (Кропивницкий): Паст, Гавриш, Лупашко , Щедрый, Бацула, Кучеренко, Загальский 68' (Чумак 68'), Баенко, Ковалев, Попов 57' (Белоног 57'), Локтионов 53' (Чичиков 53') · Остались в запасе: Ганев, Кавацив, Зубков, Кочура · Главный тренер: Дарио Друди (и.о.) · «Черноморец» (Одесса): Боровик, Хочолава, Андриевский, Хобленко 64' (Силвио 64'), Калитвинцев, Смирнов 78' (Татарков 78'), Филимонов , Кабаев, Мартыненко, Люлька, Данченко 76' (Азацкий 76') · Остались в запасе: Безрук, Ковалец, Коркишко, Барилко · Главный тренер: Александр Бабич (и.о.) |                                     |                     |                                                                                                |                                                                          |

| 27 августа 2016 г. / суббота 6-й тур | «Волынь» (Луцк)         | 0:1 протокол (укр.) | «Черноморец» (Одесса)                                      | Украина, Луцк                                                  |
| 17:00 +36°C | · Романюк 37' · Романюк | отчёт видео         | · Смирнов 24' · Коркишко 33' · Татарков 66' · Кабаев 90+1′ | Стадион: «Авангард» Зрителей: 1 750 Судья: Иван Бондарь (Киев) |
| «Волынь» (Луцк): Кичак, Романюк, Р. Никитюк, Горопевшек, Шабанов , Шаповал, Чепелюк, Мемешев, Хомченко 77' (Тетеренко 77'), Петров, Задерецкий 59' (Дудик 59') · Остались в запасе: Недилько, Марушка, Мелинишин, А. Никитюк, Омельчук · Главный тренер: Виталий Кварцяный · «Черноморец» (Одесса): Боровик, Азацкий, Коркишко, Андриевский 41' (Ковалец 41'), Смирнов, Филимонов , Татарков 71' (Кабаев 71'), Мартыненко, Люлька, Петько, Барилко 46' (Хобленко 46') · Остались в запасе: Безрук, Силвио, Матеус · Главный тренер: Александр Бабич (и.о.) |                         |                     |                                                            |                                                                |

| 11 сентября 2016 г. / воскресеньe 7-й тур | «Черноморец» (Одесса)          | 1:0 протокол (укр.) | «Александрия» (Александрия)                                    | Украина, Одесса                                                          |
| 17:00 +25°C | · Хочолава 48' · Филимонов 56' | отчёт видео         | · Шендрик 50' · Гитченко 57′ (авт.) · Микицей 82' · Грицук 88' | Стадион: «Черноморец» Зрителей: 6 022 Судья: Екатерина Монзуль (Харьков) |
| «Черноморец» (Одесса): Боровик, Хочолава, Ковалец, Коркишко 82' (Барилко 82'), Калитвинцев, Смирнов, Филимонов 68' (Кабаев 68'), Татарков 85' (Силвио 85'), Мартыненко, Люлька, Данченко · Остались в запасе: Безрук, Азацкий, Хобленко, Матеус · Главный тренер: Александр Бабич (и.о.) · «Александрия» (Александрия): Новак, Микицей, Пономарь, Цуриков, Чорний 61' (Полярус 61'), Запорожан , Гитченко, Грицук, Шендрик, Старенький 70' (Яремчук 70'), Банада 61' (Мягков 61') · Остались в запасе: Леванидов, Огиря, Матвеев, Леонов · Главный тренер: Владимир Шаран |                                |                     |                                                                |                                                                          |

| 17 сентября 2016 г. / суббота 8-й тур | «Карпаты» (Львов)                                          | 0:0 протокол (укр.) | «Черноморец» (Одесса) | Украина, Львов                                                         |
| 17:00 +18°C | · Кравец 60' · Вербный 71' · Костевич 89' · Нестеров 90+4' | отчёт видео         | · Коркишко 35'        | Стадион: «Арена Львов» Зрителей: 2 858 Судья: Ярослав Козык (Мукачево) |
| «Карпаты» (Львов): Пидкивка, Зубейко 79' (Мирошниченко 79'), Нестеров, Лобай, Кравец, Вербный, Костевич, Худобяк 71' (Рудыка 71') Ярошенко, Кадымян 59' (Богач 59'), Бланко-Лещук · Остались в запасе: Мысак, Чачуа, Богач, Чумак, Грисьо · Главный тренер: Сергей Зайцев (и.о.) · «Черноморец» (Одесса): Боровик , Хочолава, Ковалец, Коркишко, Хобленко 69' (Барилко 69'), Калитвинцев 60' (Иса 60'), Смирнов, Татарков 66' (Третьяков 66'), Мартыненко, Люлька, Данченко · Остались в запасе: Безрук, Куценко, Кабаев, Матеус · Главный тренер: Александр Бабич (и.о.) |                                                            |                     |                       |                                                                        |

| 25 сентября 2016 г. / воскресенье 9-й тур | «Черноморец» (Одесса)          | 0:0 протокол (укр.) | «Днепр» (Днепр) | Украина, Одесса                                                       |
| 19:30 +17°C | · Филимонов 31' · Хобленко 33' | отчёт видео         |                 | Стадион: «Черноморец» Зрителей: 7 100 Судья: Юрий Можаровский (Львов) |
| «Черноморец» (Одесса): Боровик, Хочолава, Ковалец, Хобленко 79' (Барилко 79'), Смирнов, Филимонов 58' (Андриевский 58'), Татарков 61' (Третьяков 61'), Кабаев, Мартыненко, Люлька, Данченко · Остались в запасе: Безрук, Азацкий, Силвио, Петько · Главный тренер: Александр Бабич (и.о.) · «Днепр» (Днепр): Баштаненко, Адамюк 75' (Андерсон 75'), Близниченко, Полевой, Кочергин, Чеберячко, Баланюк 76' (Довбик 76'), Когут 69' (Вакулко 69'), Ротань , Сваток, Политыло · Остались в запасе: Шелихов, Влад, Назаренко, Лопыренок · Главный тренер: Дмитрий Михайленко (и.о.) |                                |                     |                 |                                                                       |

| 1 октября 2016 г. / суббота 10-й тур | «Сталь» (Каменское)                          | 1:2 протокол (укр.) | «Черноморец» (Одесса)                                                                       | Украина, Днепр                                                         |
| 17:00 +17°C | · Карикари 29′ · Карикари 37' · Задерака 58' | отчёт видео         | · Хочолава 11' · Филимонов 28' · Коркишко 34′ · Коркишко 36' · Хобленко 40′ · Третьяков 83' | Стадион: «Метеор» Зрителей: 550 Судья: Сергей Бойко (Киевская область) |
| «Сталь» (Каменское): Панькив, Воронин 69' (Малакян Г. 69'), Ищенко, Стаменкович, Васин, Карасюк, Задерака 82' (Малакян Э. 82'), Каленчук , Мысык, Дансо 75' (Комвалиус 75'), Карикари · Остались в запасе: Пеньков, Кравченко, Месхи, Дебелко · Главный тренер: Якоб Галл · «Черноморец» (Одесса): Боровик, Азацкий, Хочолава, Коркишко 72' (Кабаев 72'), Андриевский 82' (Мусолитин 82'), Хобленко, Смирнов, Филимонов , Татарков 67' (Третьяков 67'), Мартыненко, Данченко · Остались в запасе: Безрук, Ковалец, Силвио, Петько · Главный тренер: Александр Бабич (и.о.) |                                              |                     |                                                                                             |                                                                        |

| 15 октября 2016 г. / суббота 11-й тур | «Черноморец» (Одесса)                                        | 1:1 протокол (укр.) | «Динамо» (Киев)                                                    | Украина, Одесса                                                    |
| 19:30 +6°C | · Люлька 22' · Коркишко 38' · Мартыненко 53' · Филимонов 78' | отчёт видео         | · Хачериди 24' · Мораес 30′ · Сидорчук 81' · Хачериди 90+4′ (авт.) | Стадион: «Черноморец» Зрителей: 9 102 Судья: Игорь Пасхал (Херсон) |
| «Черноморец» (Одесса): Боровик, Хочолава, Ковалец 68' (Третьяков 68'), Коркишко, Хобленко 75' (Барилко 75'), Смирнов, Филимонов , Татарков 46' (Кабаев 46'), Мартыненко, Люлька, Данченко · Остались в запасе: Безрук, Азацкий, Петько, Мусолитин · Главный тренер: Александр Бабич (и.о.) · «Динамо» (Киев): Рудько, Да Силва, Ярмоленко , Мораес 86' (Беседин 86'), Сидорчук, Рыбалка, Вида, Макаренко, Федорчук 76' (Корзун 76'), Хачериди, Громов 65' (Гусев 65') · Остались в запасе: Шовковский, Антунеш, Морозюк, Ориховский · Главный тренер: Сергей Ребров |                                                              |                     |                                                                    |                                                                    |

2-й круг
| 23 октября 2016 г. / воскресенье 12-й тур | «Черноморец» (Одесса)                                        | 1:2 протокол (укр.) | «Ворскла» (Полтава)                                                            | Украина, Одесса                                                        |
| 19:30 +7°C | · Хобленко 6' · Смирнов 41' · Коркишко 48′ · Андриевский 79' | отчёт видео         | · Бартулович 39' · Коломоец 54′ · Коломоец 80′ · Голодюк 81' · Непогодов 90+1' | Стадион: «Черноморец» Зрителей: 4 012 Судья: Дмитрий Кутаков (Бровары) |
| «Черноморец» (Одесса): Боровик, Хочолава, Коркишко, Андриевский 90+1' (Ковалец 90+1'), Хобленко 79' (Барилко 79'), Смирнов, Филимонов , Кабаев 73' (Третьяков 73'), Мартыненко, Люлька, Данченко · Остались в запасе: Безрук, Азацкий, Петько, Мусолитин · Главный тренер: Александр Бабич (и.о.) · «Ворскла» (Полтава): Непогодов, Симинин, Пердута, Кобахидзе 90+3' (Сапай 90+3'), Турсунов, Бартулович, Чеснаков , Коломоец 82' (Загорулько 82'), Голодюк, Кравченко 56' (Скляр 56'), Ребенок · Остались в запасе: Шуст, Хлебас, Пилявский, Заричнюк · Главный тренер: Василий Сачко |                                                              |                     |                                                                                |                                                                        |

| 29 октября 2016 г. / суббота 13-й тур | «Шахтёр» (Донецк)                                         | 2:0 протокол (укр.) | «Черноморец» (Одесса)                                                                   | Украина, Львов                                                              |
| 17:00 +5°C | · Бернард 13' · Феррейра 24′ · Дентиньо 30′ · Малышев 79' | отчёт видео         | · Татарков 14' · Смирнов 44' · Люлька 65' · Хочолава 66' · Мусолитин 75' · Кабаев 90+1' | Стадион: «Арена Львов» Зрителей: 1 948 Судья: Константин Труханов (Харьков) |
| «Шахтёр» (Донецк): Пятов, Срна , Кучер, Ордец, Исмаили, Фред, Малышев 80' (Степаненко 80'), Марлос, Бернард 57' (Тайсон 57'), Дентиньо, Феррейра 70' (Борячук 70') · Остались в запасе: Каниболоцкий, Бутко, Кривцов, Эдуардо · Главный тренер: Паулу Фонсека · «Черноморец» (Одесса): Каневцев, Азацкий 38' (Кабаев 38'), Хочолава, Коркишко, Хобленко 69' (Мусолитин 69'), Смирнов 75' (Ковалец 75'), Филимонов , Татарков, Мартыненко, Люлька, Петько · Остались в запасе: Боровик, Куценко, Барилко, Третьяков · Главный тренер: Александр Бабич (и.о.) |                                                           |                     |                                                                                         |                                                                             |

| 6 ноября 2016 г. / воскресенье 14-й тур | «Черноморец» (Одесса)                                         | 0:0 протокол (укр.) | «Заря» (Луганск)                              | Украина, Одесса                                                       |
| 17:00 +12°C | · Филимонов 15' · Мартыненко 22' · Данченко 33' · Смирнов 40' | отчёт видео         | · Каменюка 26' · Кулач 68' · Чайковский 90+1' | Стадион: «Черноморец» Зрителей: 3 840 Судья: Юрий Можаровский (Львов) |
| «Черноморец» (Одесса): Боровик, Хочолава, Ковалец 67' (Андриевский 67'), Коркишко, Хобленко 75' (Барилко 75'), Смирнов, Филимонов , Татарков 56' (Калитвинцев 56'), Мартыненко, Люлька, Данченко · Остались в запасе: Безрук, Азацкий, Кабаев, Мусолитин · Главный тренер: Александр Бабич (и.о.) · «Заря» (Луганск): Левченко, Сухоцкий, Чайковский, Каменюка , Петряк, Кулач 73' (Опанасенко 73'), Паулиньо 67' (Любенович 67'), Форстер, Караваев, Гречишкин, Чечер 56' (Харатин 56') · Остались в запасе: Шевченко, Липартия, Бонавентуре, Соболь · Главный тренер: Юрий Вернидуб |                                                               |                     |                                               |                                                                       |

| 19 ноября 2016 г. / суббота 15-й тур | «Олимпик» (Донецк)                   | 1:0 протокол (укр.) | «Черноморец» (Одесса)                        | Украина, Сумы                                                       |
| 14:00 +2°C | · Матяж 22′ · Петров 55' · Матяж 87' | отчёт видео         | · Коркишко 46' · Хочолава 55' · Данченко 82' | Стадион: «Юбилейный» Зрителей: 720 Судья: Анатолий Абдула (Харьков) |
| «Олимпик» (Донецк): Махарадзе, Парцвания 46' (Олейник 46'), Гришко , Доронин, Гошкодеря 53' (Шестаков 53'), Поступаленко 88' (Хомутов 88'), Матяж, Федорив, Петров, Богданов, Гринь · Остались в запасе: Котляров, Лысенко, Иллой-Айет Владис-Эммерсон, Танчик · Главный тренер: Роман Санжар · «Черноморец» (Одесса): Боровик , Азацкий, Хочолава, Коркишко 64' (Ковалец 64'), Андриевский, Хобленко, Калитвинцев 64' (Третьяков 64'), Татарков 88' (Мусолитин 88'), Кабаев, Люлька, Данченко · Остались в запасе: Каневцев, Силвио, Иса, Петько · Главный тренер: Александр Бабич (и.о.) |                                      |                     |                                              |                                                                     |

| 26 ноября 2016 г. / суббота 16-й тур | «Черноморец» (Одесса)                                                        | 2:1 протокол (укр.) | «Звезда» (Кропивницкий)                                                       | Украина, Одесса                                                        |
| 14:00 +3°C | · Филимонов 9' · Коркишко 25′ · Данченко 76' · Андриевский 78′ · Смирнов 90' | отчёт видео         | · Билоног 3′ · Бацула 22' · Загальский 38' · Ситало 40' · Зубков 76' · Зубков | Стадион: «Черноморец» Зрителей: 3 100 Судья: Дмитрий Кутаков (Бровары) |
| «Черноморец» (Одесса): Боровик, Азацкий, Коркишко, Калитвинцев 84' (Мусолитин 84'), Смирнов, Мартыненко, Филимонов , Татарков 58' (Андриевский 58'), Люлька, Третьяков 71' (Хобленко 71'), Данченко · Остались в запасе: Безрук, Ковалец, Кабаев, Петько · Главный тренер: Александр Бабич (и.о.) · «Звезда» (Кропивницкий): Паст, Перейра , Лупашко 75' (Зубков 75'), Щедрый, Фаворов, Бацула 83' (Калинин 83'), Ситало, Загальский 59' (Мойя 59'), Билоног, Баенко, Ковалёв · Остались в запасе: Ганев, Фатеев, Полегенько, Локтионов · Главный тренер: Виктор Догадайло |                                                                              |                     |                                                                               |                                                                        |

| 3 декабря 2016 г. / суббота 17-й тур | «Черноморец» (Одесса)            | 0:0 протокол (укр.) | «Волынь» (Луцк)                             | Украина, Одесса                                                          |
| 14:00 +3°C | · Хочолава 30' · Калитвинцев 33' | отчёт видео         | · Мелинишин 16' · Романюк 37' · Мемешев 73' | Стадион: «Черноморец» Зрителей: 2 282 Судья: Екатерина Монзуль (Харьков) |
| «Черноморец» (Одесса): Боровик, Хочолава, Коркишко, Андриевский, Калитвинцев 76' (Кабаев 76'), Смирнов 68' (Ковалец 68'), Филимонов , Мартыненко, Люлька, Третьяков 83' (Татарков 83'), Данченко · Остались в запасе: Безрук, Азацкий, Хобленко, Мусолитин · Главный тренер: Александр Бабич (и.о.) · «Волынь» (Луцк): Кичак, Романюк, Логинов, Мелинишин, Задерецкий, Мемешев, Чепелюк, Герасимюк , Шаповал 69' (Дудик 69'), Диденко, Петров · Остались в запасе: Жмурко, Омельчук, Тетеренко, А. Никитюк, Дмитренко, Марушка · Главный тренер: Виталий Кварцяный |                                  |                     |                                             |                                                                          |

| 11 декабря 2016 г. / воскресенье 18-й тур | «Александрия» (Александрия) | 2:1 протокол (укр.) | «Черноморец» (Одесса) | Украина, Александрия                                           |
| 17:00 +3°C | · Микицей 17′ · Микицей 21' · Чеботаев 40' · Козак 65' · Шендрик 68' · Грицук 79′ · Пономарь 83' · Гитченко 85' · Гитченко · Новак 90+2' | отчёт видео         | · Филимонов 16' · Ковалец 22′ · Андриевский 32' · Хочолава 41' · Ковалец 56' · Боровик 71' · Калитвинцев 78' · Хобленко 90+3' · Мартыненко 90+3' · Данченко 90+3' | Стадион: «Ника» Зрителей: 1 951 Судья: Юрий Вакс (Симферополь) |
| «Александрия» (Александрия): Новак, Микицей, Огиря, Пономарь, Яремчук 78' (Кулиш 78'), Гитченко, Грицук , Чеботаев, Шендрик, Банада 53' (Леонов 53'), Козак 81' (Чорний 81') · Остались в запасе: Рудык, Старенький, Путраш, Басов · Главный тренер: Владимир Шаран · «Черноморец» (Одесса): Боровик, Хочолава 84' (Азацкий 84'), Коркишко, Андриевский, Калитвинцев, Смирнов 15' (Ковалец 15'), Филимонов , Мартыненко, Люлька, Третьяков 79' (Хобленко 79'), Данченко · Остались в запасе: Безрук, Силвио, Кабаев, Мусолитин · Главный тренер: Александр Бабич (и.о.) | |                     | |                                                                |

| 26 февраля 2017 г. / воскресенье 19-й тур | «Черноморец» (Одесса)                                          | 1:0 протокол (укр.) | «Карпаты» (Львов)                                           | Украина, Одесса                                                        |
| 14:00 +7°C | · Коркишко 39' · Каплиенко 67' · Смирнов 73′ · Андриевский 74' | отчёт видео         | · Филимонов 8' · Мирошниченко 14' · Нестеров 43' · Клец 59' | Стадион: «Черноморец» Зрителей: 5 621 Судья: Анатолий Абдула (Харьков) |
| «Черноморец» (Одесса): Каневцев, Хочолава, Ковалец, Коркишко 71' (Мусолитин 71'), Андриевский, Смирнов, Кабаев 81' (Третьяков 81'), Мартыненко, Элиас 71' (Барилко 71'), Люлька , Каплиенко · Остались в запасе: Безрук, Азацкий, Аблитаров, Карноза · Главный тренер: Александр Бабич · «Карпаты» (Львов): Боровик, Мирошниченко, Нестеров, Дитятьев, Матвиенко, Филимонов, Завийский 77' (Чачуа 77'), Клец, Худобяк , Ксенз, Гуцуляк 77' (Грысьо 77') · Остались в запасе: Пидкивка, Зубейко, Лобай, Вербный, Хомченко · Главный тренер: Олег Дулуб |                                                                |                     |                                                             |                                                                        |

| 4 марта 2017 г. / суббота 20-й тур | «Днепр» (Днепр)                                      | 1:1 протокол (укр.) | «Черноморец» (Одесса)                                                   | Украина, Днепр                                                             |
| 14:00 +11°C | · Довбик 14′ · Сваток 30' · Ротань 83' · Кожушко 84' | отчёт видео         | · Хочолава 32' · Данченко 45+2' · Хобленко 75′ · Карноза 88' · Хочолава | Стадион: «Днепр-Арена» Зрителей: 43 Судья: Анатолий Жабченко (Хмельницкий) |
| «Днепр» (Днепр): Лунин, Влад, Адамюк, Кочергин 81' (Кожушко 81'), Довбик, Чеберко 51' (Когут 51'), Ротань , Нагиев 72' (Баланюк 72'), Сваток, Лопыренок, Лунев · Остались в запасе: Баштаненко, Полевой, Чеберячко, Хучбаров · Главный тренер: Дмитрий Михайленко · «Черноморец» (Одесса): Каневцев, Азацкий, Хочолава, Ковалец 74' (Хобленко 74'), Смирнов, Кабаев, Элиас, Люлька , Третьяков 65' (Татарков 65'), Данченко 61' (Карноза 61'), Каплиенко · Остались в запасе: Безрук, Аблитаров, Силвио, Барилко · Главный тренер: Александр Бабич |                                                      |                     |                                                                         |                                                                            |

| 11 марта 2017 г. / суббота 21-й тур | «Черноморец» (Одесса)                                        | 0:1 протокол (укр.) | «Сталь» (Каменское)                   | Украина, Одесса                                                                     |
| 14:00 +8°C | · Азацкий 53' · Смирнов 54' · Коркишко 74' · Андриевский 90' | отчёт видео         | · Васин 20' · Васин 24′ · Карасюк 48' | Стадион: «Черноморец» (Одесса) Зрителей: 3 863 Судья: Константин Труханов (Харьков) |
| «Черноморец» (Одесса): Каневцев, Азацкий, Аблитаров, Коркишко, Андриевский, Хобленко 60' (Карноза 60'), Смирнов, Кабаев, Люлька , Барилко 46' (Элиас 46'), Каплиенко 82' (Ковалец 82') · Остались в запасе: Безрук, Гадрани, Третьяков, Мусолитин · Главный тренер: Александр Бабич · «Сталь» (Каменское): Панькив, Пашаев, Шабанов, Стаменкович, Кравченко, Леандро, Карасюк, Каленчук 87' (Г. Малакян 87'), Задерака 64' (Деул 64'), Карикари, Васин 79' (Дебелко 79') · Остались в запасе: Бандура, Довгий, Э. Малакян, Климчук · Главный тренер: Леонид Кучук |                                                              |                     |                                       |                                                                                     |

| 17 марта 2017 г. / пятница 22-й тур | «Динамо» (Киев)                                              | 2:1 протокол (укр.) | «Черноморец» (Одесса)                                      | Украина, Киев                                                                 |
| 19:00 +3°C | · Ярмоленко 7′ · Сидорчук 45′ · Федорчук 88' · Ярмоленко 90' | отчёт видео         | · Смирнов 65' · Хочолава 72′ · Коркишко 73' · Хочолава 75' | Стадион: НСК «Олимпийский» Зрителей: 7 046 Судья: Екатерина Монзуль (Харьков) |
| «Динамо» (Киев): Коваль, Пантич, Антунеш, Морозюк, Ярмоленко , Цыганков 70' (Гонсалес 70'), Сидорчук, Рыбалка, Яремчук 82' (Беседин 82'), Вида, Буяльский 82' (Федорчук 82') · Остались в запасе: Рудько, Гармаш, Бурда, Кадар · Главный тренер: Сергей Ребров · «Черноморец» (Одесса): Каневцев, Азацкий, Аблитаров, Хочолава, Ковалец 64' (Карноза 64'), Коркишко, Смирнов, Кабаев 80' (Мусолитин 80'), Элиас 64' (Хобленко 64'), Люлька , Данченко · Остались в запасе: Безрук, Татарков, Третьяков, Каплиенко · Главный тренер: Александр Бабич |                                                              |                     |                                                            |                                                                               |

#### Второй этап (за 1-6 места)
| 1 апреля 2017 г. / суббота 23-й тур | «Черноморец» (Одесса) | 0:0 протокол (укр.) | «Олимпик» (Донецк) | Украина, Одесса                                                    |
| 17:00 +17°C | · Люлька 19'          | отчёт видео         | · Немчанинов 68'   | Стадион: «Черноморец» Зрителей: 4 152 Судья: Сергей Березка (Киев) |
| «Черноморец» (Одесса): Каневцев, Азацкий 67' (Элиас 67'), Аблитаров, Хочолава, Коркишко, Андриевский, Хобленко, Смирнов 7' (Ковалец 7'), Кабаев 63' (Данченко 63'), Люлька , Каплиенко · Остались в запасе: Безрук, Барилко, Третьяков, Мусолитин · Главный тренер: Александр Бабич · «Олимпик» (Донецк): Махарадзе, Гришко , Гошкодеря 41' (Брикнер 41'), Моха 79' (Федорив 79'), Шестаков, Матяж 69' (Гринь 69'), Немчанинов, Иллой-Айет, Олейник, Цымбалюк, Богданов · Остались в запасе: Котляров, Парцвания, Гемега, Жураховский · Главный тренер: Роман Санжар |                       |                     |                    |                                                                    |

| 9 апреля 2017 г. / воскресенье 24-й тур | «Шахтёр» (Донецк)                                               | 1:2 протокол (укр.) | «Черноморец» (Одесса) | Украина, Харьков                                                         |
| 17:00 +12°C | · Бернард 27′ · Степаненко 71' · Бернард 90+4' · Феррейра 90+5' | отчёт видео         | · Хочолава 26' · Андриевский 37′ · Хобленко 39' · Силвио 41' · Элиас 68′ · Андриевский 76' · Каневцев 78' · Машнин 90+3' · Ковалец 90+4' | Стадион: ОСК «Металлист» Зрителей: 7 131 Судья: Юрий Можаровский (Львов) |
| «Шахтёр» (Донецк): Пятов, Срна , Кучер 83' (Коваленко 83'), Ордец, Исмаили, Степаненко, Малышев 60' (Патрик 60'), Марлос 68' (Феррейра 68'), Тайсон, Бернард, Бланко Лещук · Остались в запасе: Шевченко, Азеведо, Кривцов, Зубков · Главный тренер: Паулу Фонсека · «Черноморец» (Одесса): Каневцев, Татарков, Хочолава , Аблитаров, Азацкий, Мусолитин 72' (Машнин 72'), Третьяков, Андриевский, Силвио 46' (Ковалец 46'), Барилко 58' (Элиас 58'), Хобленко · Остались в запасе: Безрук, Каплиенко, Кабаев, Карноза · Главный тренер: Александр Бабич |                                                                 |                     | |                                                                          |

| 16 апреля 2017 г. / воскресенье 25-й тур | «Черноморец» (Одесса)                                                                      | 1:0 протокол (укр.) | «Александрия» (Александрия)             | Украина, Александрия                                             |
| 17:00 +14°C | · Хобленко 14' · Каплиенко 24' · Элиас 51' · Андриевский 53' · Коркишко 84′ 84' · Хобленко | отчёт видео         | · Банада 40' · Леонов 46' · Огиря 90+1' | Стадион: «Ника» Зрителей: 3 228 Судья: Дмитрий Кутаков (Бровары) |
| «Черноморец» (Одесса): Безрук, Азацкий, Аблитаров, Ковалец, Андриевский, Хобленко, Татарков 82' (Третьяков 82'), Кабаев 65' (Коркишко 65'), Барилко 46' (Элиас 46'), Данченко, Каплиенко · Остались в запасе: Смородин, Карноза, Силвио, Мусолитин · Главный тренер: Александр Бабич · «Александрия» (Александрия): Леванидов, Симинин, Огиря, Бондаренко, Леонов 70' (Чантуришвили 70'), Пономарь, Приёмов 65' (Старенький 65'), Полярус 86' (Путраш 86'), Шендрик, Банада, Басов · Остались в запасе: Новак, Мягков, Чеботаев · Главный тренер: Владимир Шаран |                                                                                            |                     |                                         |                                                                  |

| 23 апреля 2017 г. / воскресенье 26-й тур | «Заря» (Луганск)                     | 1:2 протокол (укр.) | «Черноморец» (Одесса)                                                   | Украина, Запорожье                                                         |
| 19:30 +8°C | · Гречишкин 18' · Форстер 51′ (пен.) | отчёт видео         | · Коркишко 15′ · Коркишко 57′ (пен.) · Андриевский 80' · Коркишко 90+1' | Стадион: «Славутич-Арена» Зрителей: 1 200 Судья: Анатолий Абдула (Харьков) |
| «Заря» (Луганск): Левченко, Чайковский , Гордиенко, Харатин 72' (Кулач 72'), Липартия, Паулиньо 61' (Калитвинцев 61'), Форстер, Гречишкин, Опанасенко 46' (Петряк 46'), Бонавентуре, Соболь · Остались в запасе: Чуваев, Сухоцкий, Бабенко, Пилявский · Главный тренер: Юрий Вернидуб · «Черноморец» (Одесса): Безрук, Азацкий, Аблитаров, Хочолава , Ковалец, Коркишко, Андриевский, Барилко 46' (Элиас 46' 65' (Кабаев 65')), Третьяков, Данченко, Каплиенко 28' (Татарков 28') · Остались в запасе: Смородин, Карноза, Силвио, Мусолитин · Главный тренер: Александр Бабич |                                      |                     |                                                                         |                                                                            |

| 30 апреля 2017 г. / воскресенье 27-й тур | «Черноморец» (Одесса)                    | 1:4 протокол (укр.) | «Динамо» (Киев)                                                                              | Украина, Киев                                                              |
| 19:30 +20°C | · Кабаев 7' · Мурашов 76' · Татарков 84′ | отчёт видео         | · Ярмоленко 2′ · Беседин 17' · Ярмоленко 39' · Беседин 40′ · Вида 43′ · Ярмоленко 80′ (пен.) | Стадион: НСК «Олимпийский» Зрителей: 5 431 Судья: Юрий Можаровский (Львов) |
| «Черноморец» (Одесса): Безрук, Азацкий Аблитаров, Ковалец, Хобленко, Татарков, Силвио 67' (Мурашов 67'), Кабаев 63' (Машнин 63'), Третьяков, Данченко, Мусолитин 63' (Карноза 63') · Остались в запасе: Смородин, Хочолава · Главный тренер: Александр Бабич · «Динамо» (Киев): Коваль, Пантич, Антунеш, Шепелев 65' (Рыбалка 65'), Ярмоленко , Сидорчук 79' (Буяльский 79'), Гармаш, Кравченко, Вида, Беседин 65' (Цыганков 65'), Кадар · Остались в запасе: Рудько, Очигава, Яремчук, Гонсалес · Главный тренер: Сергей Ребров |                                          |                     |                                                                                              |                                                                            |

| 6 мая 2017 г. / суббота 28-й тур | «Олимпик» (Донецк)                                                                                     | 1:0 протокол (укр.) | «Черноморец» (Одесса)                                | Украина, Киев                                                                          |
| 14:00 +22°C | · Иллой-Айет 6' · Брикнер 16′ · Гринь 48' · Богданов 55' · Сергийчук 62' · Хомутов 85' · Олейник 90+3' | отчёт видео         | · Хочолава 9' · Барилко 20' · Азацкий 73' · Хочолава | Стадион: «Динамо» им. В. В. Лобановского Зрителей: 753 Судья: Ярослав Козык (Мукачево) |
| «Олимпик» (Донецк): Махарадзе, Гришко , Сергийчук 88' (Матяж 88'), Моха, Поступаленко 81' (Хомутов 81'), Шестаков, Немчанинов, Брикнер, Иллой-Айет, Богданов, Гринь 65' (Олейник 65') · Остались в запасе: Котляров, Едынак, Беленький, Козлов · Главный тренер: Роман Санжар · «Черноморец» (Одесса): Каневцев, Азацкий, Аблитаров, Хочолава , Ковалец 69' (Силвио 69'), Коркишко, Андриевский, Хобленко, Татарков 65' (Каплиенко 65'), Барилко 46' (Третьяков 46'), Данченко · Остались в запасе: Безрук, Карноза, Машнин, Мусолитин · Главный тренер: Александр Бабич | |                     |                                                      |                                                                                        |

| 13 мая 2017 г. / суббота 29-й тур | «Черноморец» (Одесса)  | 0:3 протокол (укр.) | «Шахтёр» (Донецк)                                 | Украина, Одесса                                                        |
| 19:30 +14°C | · Аблитаров 29′ (авт.) | отчёт видео         | · Бланко Лещук 37′ · Кобин 80' · Бланко Лещук 89′ | Стадион: «Черноморец» Зрителей: 9 658 Судья: Николай Кривоносов (Киев) |
| «Черноморец» (Одесса): Безрук, Азацкий, Аблитаров, Ковалец 78' (Машнин 78'), Коркишко, Андриевский, Хобленко 75' (Барилко 75'), Люлька , Третьяков, Каплиенко, Мусолитин 60' (Силвио 60') · Остались в запасе: Каневцев, Мурашов, Татарков, Попов · Главный тренер: Александр Бабич · «Шахтёр» (Донецк): Шевченко, Бутко, Кучер 65' (Ордец 65'), Кривцов, Азеведо, Танковский, Коваленко 64' (Малышев 64'), Патрик, Зубков, Дентиньо 79' (Кобин 79'), Бланко-Лещук · Остались в запасе: Каниболоцкий, Исмаили, Марлос, Феррейра · Главный тренер: Паулу Фонсека |                        |                     |                                                   |                                                                        |

| 21 мая 2017 г. / воскресенье 30-й тур | «Александрия» (Александрия)                        | 1:1 протокол (укр.) | «Черноморец» (Одесса)                                   | Украина, Александрия                                             |
| 19:30 +17°C | · Запорожан 54' · Гитченко 71' · Грицук 76′ (пен.) | отчёт видео         | · Каплиенко 18' · Каплиенко · Коркишко 73′ · Люлька 76' | Стадион: «Ника» Зрителей: 3 280 Судья: Анатолий Абдула (Харьков) |
| «Александрия» (Александрия): Леванидов, Кулиш, Пономарь 80' (Чантуришвили 80'), Цуриков, Полярус, Запорожан , Гитченко, Грицук, Чеботаев 69' (Приёмов 69'), Банада, Басов · Остались в запасе: Рудык, Симинин, Огиря, Бондаренко, Старенький · Главный тренер: Владимир Шаран · «Черноморец» (Одесса): Безрук, Азацкий Аблитаров, Ковалец, Коркишко 89' (Мусолитин 89'), Андриевский, Хобленко 81' (Кабаев 81'), Люлька , Третьяков 46' (Машнин 46'), Данченко, Каплиенко · Остались в запасе: Каневцев, Татарков, Силвио, Барилко · Главный тренер: Александр Бабич |                                                    |                     |                                                         |                                                                  |

| 26 мая 2017 г. / пятница 31-й тур | «Черноморец» (Одесса)                                                  | 0:1 протокол (укр.) | «Заря» (Луганск)                                                           | Украина, Одесса                                                       |
| 19:00 +19°C | · Ковалец 27' · Ковалец · Андриевский 64' Коркишко 64' · Третьяков 83' | отчёт видео         | · Паулиньо 1′ · Харатин 24' · Бонавентуре 43' · Опанасенко 60' · Чечер 62' | Стадион: «Черноморец» Зрителей: 4 700 Судья: Юрий Можаровский (Львов) |
| «Черноморец» (Одесса): Безрук, Азацкий, Аблитаров, Ковалец, Коркишко, Андриевский, Хобленко 73' (Мусолитин 73'), Кабаев , Барилко 46' (Машнин 46'), Третьяков, Данченко · Остались в запасе: Каневцев, Мурашов, Силвио, Щетинин · Главный тренер: Александр Бабич · «Заря» (Луганск): Шевченко, Гордиенко , Петряк, Харатин 69' (Любенович 69'), Липартия 66' (Соболь 66'), Паулиньо, Гречишкин, Опанасенко, Бонавентуре 46' (Калитвинцев 46'), Чечер, Пилявский · Остались в запасе: Чуваев, Каменюка, Безбородько, Бабенко · Главный тренер: Юрий Вернидуб |                                                                        |                     |                                                                            |                                                                       |

| 31 мая 2017 г. / среда 32-й тур | «Динамо» (Киев)                                                        | 2:1 протокол (укр.) | «Черноморец» (Одесса)                                                                    | Украина, Одесса                                                       |
| 19:00 +29°C | · Гонсалес 29′ · Шепелев 32' · Ярмоленко 64′ · Бурда 67' · Морозюк 82' | отчёт видео         | · Хочолава 33' · Андриевский 53′ (пен.) · Андриевский 55' · Мусолитин 84' · Данченко 90' | Стадион: «Черноморец» Зрителей: 6 310 Судья: Ярослав Козык (Мукачево) |
| «Динамо» (Киев): Рудько, Пантич, Шепелев 61' (Сидорчук 61'), Морозюк , Очигава, Цыганков 79' (Рыбалка 79'), Яремчук, Бурда, Гонсалес 61' (Ярмоленко 61'), Буяльский, Тымчик · Остались в запасе: Коваль, Федорчук, Беседин, Лукьянчук · Главный тренер: Сергей Ребров · «Черноморец» (Одесса): Безрук, Азацкий 46' (Машнин 46'), Аблитаров, Хочолава, Коркишко, Андриевский, Хобленко 71' (Мусолитин 71'), Люлька , Кабаев 80' (Силвио 80'), Третьяков, Данченко · Остались в запасе: Смородин, Мурашов, Татарков, Каплиенко · Главный тренер: Александр Бабич |                                                                        |                     |                                                                                          |                                                                       |

### Итоги выступлений команды в турнире

#### Общая статистика
| Итого | Итого | Итого | Итого | Итого | Итого | Итого | Итого | Дома | Дома | Дома | Дома | Дома | Дома | На выезде | На выезде | На выезде | На выезде | На выезде | На выезде |
| И     | О     | В     | Н     | П     | МЗ    | МП    | РМ    | В    | Н    | П    | МЗ   | МП   | РМ   | В         | Н         | П         | МЗ        | МП        | РМ        |
| ----- | ----- | ----- | ----- | ----- | ----- | ----- | ----- | ---- | ---- | ---- | ---- | ---- | ---- | --------- | --------- | --------- | --------- | --------- | --------- |
| 32    | 38    | 10    | 8     | 14    | 25    | 37    | −12   | 5    | 5    | 6    | 12   | 17   | −5   | 5         | 3         | 8         | 13        | 20        | −7        |

#### Результаты по турам
| Тур   | 01 | 02 | 03 | 04 | 05 | 06 | 07 | 08 | 09 | 10 | 11 | 12 | 13 | 14 | 15 | 16 | 17 | 18 | 19 | 20 | 21 | 22 | 23 | 24 | 25 | 26 | 27 | 28 | 29 | 30 | 31 | 32 |
| ----- | -- | -- | -- | -- | -- | -- | -- | -- | -- | -- | -- | -- | -- | -- | -- | -- | -- | -- | -- | -- | -- | -- | -- | -- | -- | -- | -- | -- | -- | -- | -- | -- |
| Поле  | В  | Д  | В  | Д  | В  | В  | Д  | В  | Д  | В  | Д  | Д  | В  | Д  | В  | Д  | Д  | В  | Д  | В  | Д  | В  | Д  | В  | Д  | В  | Д  | В  | Д  | В  | Д  | В  |
| Итог  | П  | П  | П  | В  | В  | В  | В  | Н  | Н  | В  | Н  | П  | П  | Н  | П  | В  | Н  | П  | В  | Н  | П  | П  | Н  | В  | В  | В  | П  | П  | П  | Н  | П  | П  |
| Место | 6  | 11 | 11 | 10 | 6  | 5  | 5  | 5  | 4  | 4  | 5  | 5  | 6  | 6  | 6  | 6  | 6  | 7  | 6  | 6  | 6  | 6  | 6  | 6  | 6  | 5  | 5  | 6  | 6  | 6  | 6  | 6  |

Последнее обновление: 3 июня 2017 года.
Источник: Матчи

Поле: Д = дома; В = на выезде. Итог: Н = ничья; П = команда проиграла; В = команда выиграла; О = матч отложен.

#### График движения по турам[77]
| 6 |

| 11 |

| 11 |

| 10 |

| 6 |

| 5 |

| 5 |

| 5 |

| 4 |

| 4 |

| 5 |

| 5 |

| 6 |

| 6 |

| 6 |

| 6 |

| 6 |

| 7 |

| 6 |

| 6 |

| 6 |

| 6 |

| 6 |

| 6 |

| 6 |

| 5 |

| 5 |

| 6 |

| 6 |

| 6 |

| 6 |

| 6 |

| ПЛУ | Место в таблице |

| ПЛУ | Место в таблице |

## Кубок Украины

### Матчи[77]

#### 1/16 финала
| 21 сентября 2016 г. / среда | «Нефтяник-Укрнефть» (Ахтырка)                                                  | 2:0 протокол (укр.) | «Черноморец» (Одесса)                                     | Украина, Ахтырка                                                   |
| 18:00 +15°C | · Черний 29′ · Поднебенный 34' · Вечтомов 64' · Лозовой 86′ · Передистый 90+5' | отчёт видео         | · Петько 38' · Гадрани 60' · Кабаев 81' · Мусолитин 90+4' | Стадион: «Нефтяник» Зрителей: 3 100 Судья: Виталий Романов (Днепр) |
| «Нефтяник-Укрнефть» (Ахтырка): Данкович, Бояринцев , Вечтомов, Циколия, Зайчук, Передистый, Пиднебенной, Лозовой 90+2' (Лапин 90+2'), Пасич Г., Пасич Е. 90+4' (Сондей 90+4'), Черний 89' (Власюк 89') · Остались в запасе: Юрчук, Логинов, Герт, Антюх · Главный тренер: Владимимр Кныш · «Черноморец» (Одесса): Безрук, Азацкий, Андриевский, Гадрани, Куценко, Кабаев , Иса 64' (Мусолитин 64'), Петько, Барилко 46' (Силвио 46'), Матеус, Третьяков 79' (Попов 79') · Остались в запасе: Каневцев, Щетинин · Главный тренер: Александр Бабич (и.о.) |                                                                                |                     |                                                           |                                                                    |

### Итоги выступлений команды в турнире

#### Общая статистика
| Итого | Итого | Итого | Итого | Итого | Итого | Итого | Итого | Дома | Дома | Дома | Дома | Дома | Дома | На выезде | На выезде | На выезде | На выезде | На выезде | На выезде |
| И     | О     | В     | Н     | П     | МЗ    | МП    | РМ    | В    | Н    | П    | МЗ   | МП   | РМ   | В         | Н         | П         | МЗ        | МП        | РМ        |
| ----- | ----- | ----- | ----- | ----- | ----- | ----- | ----- | ---- | ---- | ---- | ---- | ---- | ---- | --------- | --------- | --------- | --------- | --------- | --------- |
| 1     | 0     | 0     | 0     | 1     | 0     | 2     | −2    | 0    | 0    | 0    | 0    | 0    | 0    | 0         | 0         | 1         | 0         | 2         | −2        |

## Статистика сезона
|  |  |  |  |

### Вратари команды

#### «Сухие» матчи
Включает в себя все официальные игры. Список отсортирован по итоговому результату.
| Вратарь         | Чемпионат Украины | Кубок Украины | Итого |
| --------------- | ----------------- | ------------- | ----- |
| Евгений Боровик | 8                 | -             | 8     |
| Даниил Каневцев | 2                 | -             | 2     |
| Дмитрий Безрук  | 1                 | -             | 1     |
| ВСЕГО           | 11                | -             | 11    |

### Зрительская статистика
| Чемпионат Украины   |                                               |                                               |                 |
| Количество зрителей | дома (16 игр)                                 | выезд (16 игр)                                | итого (32 игры) |
| максимальное        | 13 144 против «Шахтёр» (Донецк), 30 июля 2016 | 7 131 против «Шахтёр» (Донецк), 9 апреля 2017 | итого (32 игры) |
| минимальное         | 2 282 против «Волынь» (Луцк), 3 декабря 2016  | 43 против «Днепр» (Днепр), 4 марта 2017       | итого (32 игры) |
| сумма               | 90 455                                        | 44 459                                        | 134 914         |
| среднее             | 5 653                                         | 2 779                                         | 4 216           |

| Кубок Украины       |                                                               |                                                              |                |
| Количество зрителей | дома                                                          | выезд (1 игра)                                               | итого (1 игра) |
| максимальное        | 3 100 против «Нефтяник-Укрнефть» (Ахтырка), 21 сентября 2016* | 3 100 против «Нефтяник-Укрнефть» (Ахтырка), 21 сентября 2016 | итого (1 игра) |
| минимальное         |                                                               | 3 100 против «Нефтяник-Укрнефть» (Ахтырка), 21 сентября 2016 | итого (1 игра) |
| сумма               |                                                               | 3 100                                                        | 3 100          |
| среднее             |                                                               | 3 100                                                        | 3 100          |

| Все официальные матчи сезона |                                               |                                               |                 |
| Количество зрителей          | дома (16 игр)                                 | выезд (17 игр)                                | итого (33 игры) |
| максимальное                 | 13 144 против «Шахтёр» (Донецк), 30 июля 2016 | 7 131 против «Шахтёр» (Донецк), 9 апреля 2017 | итого (33 игры) |
| минимальное                  | 2 282 против «Волынь» (Луцк), 3 декабря 2016  | 43 против «Днепр» (Днепр), 4 марта 2017       | итого (33 игры) |
| сумма                        | 90 455                                        | 47 559                                        | 138 014         |
| среднее                      | 5 653                                         | 2 798                                         | 4 182           |

## Игроки команды в различных сборных[83]
(См. также: Игроки ФК «Черноморец» Одесса в сборных командах)
В конце августа 2016 года центральный защитник «Черноморца» Давид Хочолава получил первый в карьере вызов в национальную сборную Грузии. Игрок попал в заявку команды на отборочный матч ЧМ-2018 Грузия-Австрия, но на поле не вышел. Хочолава попал в заявку сборной Грузии на отборочный матч ЧМ-2018 против сборной Молдовы, но на поле не появился. В январе 2017 года во время паузы в чемпионате Украины игрок провёл два официальных товарищеских матча в составе сборной Грузии. 24 марта 2017 года Хочолава попал в заявку сборной Грузии на отборочный матч ЧМ-2018 против сборной Сербии, но на поле не появился, а 28-го марта принял участие в «разгроме» сборной Латвии (5:0), прибывшей на товарищеский поединок в Тбилиси.